# Língua nuxalk
Nuxalk [ˈnuːhɒlk], também chamada Bella Coola [ˈbɛlə ˈkuːlə] é uma língua salishe falada pelo povo indígena Nuxalk. É hoje falada somente nas proximidades da cidade de Bella Coola, Colúmbia Britânica, Canadá por não mais de 20 pessoas idosas. Embora o nome Bella Coola seja preferido por linguistas,o nome nativo Nuxalk é ainda preferido por alguns, principalmente aqueles do governo da Nação Nuxalk.
Embora o número de falantes fluentes realmente não aumentou, a língua é ensinada tanto no sistema de escolas provinciais da Colúmbia Britânica, como na escola própria da Nação Nuxalk, Acwsalcta, que significa "um local de aprendizado".  As classes de língua Nuxalk, se forem cursadas no mínimo até o nível 11, são consideradas como uma adequação para a qualificação de segunda língua para acesso às melhores universidades da Colúmbia Britânica.

## Fonologia

### Consoantes
|           |           | Labial | Alveolar | Alveolar | Alveolar          | Dorsal | Dorsal      | Uvular | Uvular | Glotal |
| central   | sibilante | Labial | lateral  | palatal  | velar labializada | plana  | labializada |        |        | Glotal |
| --------- | --------- | ------ | -------- | -------- | ----------------- | ------ | ----------- | ------ | ------ | ------ |
| Oclusiva  | aspirada  | pʰ     | tʰ       | t͡sʰ      |                   | cʰ     | kʷʰ         | qʰ     | qʷʰ    |        |
| Oclusiva  | ejetiva   | pʼ     | tʼ       | t͡sʼ      | t͡ɬʼ               | cʼ     | kʼʷ         | qʼ     | qʼʷ    | ʔ      |
| Fricativa | Fricativa |        |          | s        | ɬ                 | ç      | xʷ          | χ      | χʷ     | (h)    |
| Sonorante | Sonorante | m      | n        |          | l                 | j      | w           |        |        |        |

## Vogais
|         | Anterior | Central | Posterior |
| ------- | -------- | ------- | --------- |
| Fechada | i        |         | u         |
| Aberta  |          | a       |           |

#### Alofonia
/i/ pode ser pronunciada
- [ɪ] antes de pós velares
- [ɪː, ɛː] entre pós velares
- [e̞, e̞ː], antes de sonorante seguida por consoante ou limite de palavra
- [i] adjacente a palato-velares
- [e] qualquer outra localização

/a/ pode ser pronunciada:
- [ɑ] ([ɒ]?) entre pós velares
- [ɐ] antes de velares arredondadas seguida por consoante ou limite de palavra
- [a] ([ä]?) antes de sonorante seguida por consoante ou limite de palavra
- [æ] qualquer outra localização

/u/ may be pronounced:
- [o̞] entre pós-velares
- [o̞, o̞ː, ɔ, ɔː] antes de sonorante seguida por consoante ou limite de palavra
- [u, ʊ] antes antes de sonorante seguida por consoante ou limite de palavra
- [o] qualquer outra localização [2]

### Ortografia
Além da ortografia dita “americanista” de Davis & Saunders aqui usada para maior clareza, Nuxalk também tem uma ortografia prática sem uso de diacríticos, do tipo Bouchard que se originou na obra de Hank Nater  A Bella Coola Language  (1984), e foi utilizada em no dicionário Nuxalk -Inglês de 1990. Essa continua a ser usada hoje em Acwsalcta para a aprendizagem de línguas Nuxalk , bem como em documentos e nomes Nuxalk
. As variantes estão aqui apresentadas:.
| Fonema | Americanista | Prática |
| ------ | ------------ | ------- |
| a      | a            | a       |
| xʲ     | x            | c       |
| xʷ     | xʷ           | cw      |
| h      | h            | h       |
| i      | i            | i       |
| kʲʰ    | k            | k       |
| kʼʲ    | k̓            | k'      |
| kʷʰ    | kʷ           | kw      |
| kʼʷ    | k̓ʷ           | kw'     |
| l      | l            | l       |
| ɬ      | ł            | lh      |
| m      | m            | m       |
| n      | n            | n       |
| pʰ     | p            | p       |
| pʼ     | p̓            | p'      |
| qʰ     | q            | q       |
| qʼ     | q̓            | q'      |
| qʷʰ    | qʷ           | qw      |
| qʼʷ    | q̓ʷ           | qw'     |
| s      | s            | s       |
| tʰ     | t            | t       |
| tʼ     | t̓            | t'      |
| t͡ɬʼ    | ƛ̓            | tl'     |
| t͡sʰ    | c            | ts      |
| t͡sʼ    | c̓            | ts'     |
| u      | u            | u       |
| w      | w            | w       |
| χ      | x̣            | x       |
| χʷ     | x̣ʷ           | xw      |
| j      | y            | y       |
| ʔ      | ʔ            | 7       |

## Amostra de texto
clhp'xwlhtlhplhhskwts' / xłp̓χʷłtłpłłskʷc̓ - IPA  xɬpʼχʷɬtʰɬpʰɬːskʷʰt͡sʼ

Português

Então, ele tinha em sua posse uma planta bunchberry (“cornus canadenses”)

Observam-se aí palavras sem vogais, o que não é incomum em em Nuxalk
Fonte: Nater, Hank F. (1984). The Bella Coola Language. Mercury Series; Canadian Ethnology Service (No. 92). Ottawa: National Museums of Canada.